# Commission nationale de contrôle des centres et locaux de rétention administrative et des zones d'attente
La Commission nationale de contrôle des centres et locaux de rétention administrative et des zones d'attente était un organisme français chargé de contrôler le respect des règles du droit des étrangers pour les ressortissants étrangers qui sont placés en rétention administrative ou en zone d'attente.
L'article R. 111-25 du CESEDA, abrogé au 1er juillet 2008, disposait : 
« La Commission nationale de contrôle des centres et locaux de rétention administrative et des zones d'attente est une commission consultative, placée auprès du ministre de l'intérieur, chargée de veiller au respect des droits des étrangers maintenus dans ces lieux en application des articles L. 221-1 ou L. 551-1 et au respect des normes relatives à l'hygiène, la salubrité, la sécurité, l'équipement et l'aménagement de ces lieux. ».
Elle était présidée par un magistrat honoraire de la Cour de cassation.
Ses attributions sont depuis 2008 exercées par le Contrôleur général des lieux de privation de liberté.